# ミューチャルネットシステムズ
ミューチャルネットシステムズ（英称:Mutual Net Systems, Inc.、略称:MNS、所在地:アメリカ合衆国ニューヨーク州）は、経済や投資、マネー情報に特化した情報サイト(MNS)を運営するインターネットメディア事業を主体とした企業である。

## 概要
外資系投資情報会社、日本語による投資情報関連ポータルサイトを運営。海外のオフショア金融センターやタックスヘイブンでの資産運用や海外投資情報に強い。

## 主な事業（サービス名）
- インターネットメディア事業（MNS投資情報サイトなど）
- インターネット広告事業（MNSメールマガジンなど）

## 専属アナリスト
海外で活躍する経営者や投資家がアナリストとして活躍している。